# San Vittore Olona
San Vittore Olona település Olaszországban, Lombardia régióban, Milánó megyében. Lakosainak száma 8186 fő (2023. január 1.). San Vittore Olona Canegrate, Cerro Maggiore, Legnano és Parabiago községekkel határos.

## Népesség
A település lakossága az elmúlt években az alábbi módon változott:
| Lakosok száma | 8380 | 8425 | 8358 | 8186 |
|               | 2013 | 2017 | 2018 | 2023 |